# Down Argentine Way
Down Argentine Way  (estrenada en castellà com Serenata argentina) és una pel·lícula musical estatunidenca d'Irving Cummings, estrenada el 1940.

## Argument
Una joveneta estatunidenca que es troba gaudint d'unes vacances a l'Argentina s'enamora de l'amo d'un cavall de curses (Don Ameche). Aquesta comèdia, la carta més important de la qual són els animats números musicals, va consagrar definitivament Betty Grable.

## Repartiment
- Don Ameche: Ricardo Quintana
- Betty Grable: Glenda Crawford/Glenda Cunningham
- Carmen Miranda: Ella mateixa
- Charlotte Greenwood: Binnie Crawford
- J. Carrol Naish: Casiano
- Henry Stephenson: Don Diego Quintana
- Kay Aldridge: Helen Carson
- Leonid Kinskey: Tito Acuna
- Chris-Pin Martin: Esteban
- Robert Conway: Jimmy Blake
- Gregory Gaye: Sebastian
- Charles Judels: Dr. Arturo Padilla, l'ambaixador
- Frank Puglia: Senyor Montero
- Armand Kaliz: El director de l'hotel

## Premis i nominacions

### Nominacions
- 1941: Oscar a la millor fotografia per Leon Shamroy i Ray Rennahan
- 1941: Oscar a la millor cançó original per Harry Warren (música) i Mack Gordon (lletra) per la cançó "Down Argentine Way"
- 1941: Oscar a la millor direcció artística per Richard Day, Joseph C. Wright